# Atractus orcesi
Atractus orcesi – gatunek węża z rodziny połozowatych (Colubridae), występujący w Ekwadorze i Kolumbii.

## Systematyka
Gatunek ten opisał w 1955 roku amerykański zoolog Jay M. Savage na łamach „Proceedings of the Biological Society of Washington”, nadając mu nazwę Atractus orcesi. Savage opisał go na podstawie holotypu (samiec o oznaczeniu CAS-SU 15622) zebranego w 1952 roku przez J. Olallę. Miejsce typowe opisane jako Loreto w prowincji Orellana w Ekwadorze.

### Etymologia
- Atractus: gr. ατρακτος atraktos „wrzeciono, strzała”[5].
- orcesi: gatunek nazwany na cześć Gustavo Orcésa V.(inne języki) (1902–1999) – profesora Politechniki w Quito, zoologa i herpetologa[3][6].

## Występowanie
Gatunek ten występuje na wschodnich zboczach Andów od Parku Narodowego Cueva de los Guácharos w departamencie Cauca w południowo-zachodniej Kolumbii do prowincji Morona Santiago w Ekwadorze w zakresie wysokości 298–1809 m n.p.m. Gatunek ten zamieszkuje lasy deszczowe w dolnych partiach gór, a także otwarte tereny: łąki, pola uprawne, brzegi rzek, drogi gruntowe oraz ogrody w sąsiedztwie siedlisk ludzkich. Prowadzi głównie nocny tryb życia, można go spotkać m.in. na skałach w pobliżu cieków wodnych, a w ciągu dnia ukrywa się pod kłodami drzew, kamieniami lub w miękkiej ziemi. Dieta Atractus orcesi obejmuje dżdżownice i ślimaki.

## Morfologia
Jest to małej wielkości wąż o małej głowie, której szerokość jest podobna do szerokości szyi, i małych oczach. Górne części ciała są ciemnobrązowe ze słabo widocznymi podłużnymi czarnymi pasami na grzbiecie. Na karku żółtawy niepełny kołnierz. Brzuch jest żółtawy z dość szerokim czarnym paskiem na środku. Jest podobny do Atractus dunni, Atractus gaigeae, Atractus occipitoalbus i Atractus resplendens. Ale od Atractus dunni różni się brakiem niewielkich żółtawych grzbietowo-bocznych kropek, od Atractus occipitoalbus i Atractus gaigeae paskiem brzusznym, a od Atractus resplendens liczbą łusek grzbietowych.
Wymiary:
|                          | Samiec   | Samica   |
| Długość całkowita (mm)   | 285      | 338      |
| Długość SVL (mm)         | 251      | 312      |
| Łuski brzuszne           | 134–152  | 142–158  |
| Łuski grzbietowe (rzędy) | 15/15/15 | 15/15/15 |
| Tarczki podogonowe       | 18–34    | 13–22    |

## Status
W Czerwonej księdze gatunków zagrożonych IUCN Atractus orcesi jest klasyfikowany jako gatunek najmniejszej troski (LC, ang. Least Concern). Trend liczebności populacji określany jest jako spadkowy.